# Umienino
Umienino – wieś sołecka w Polsce położona w województwie mazowieckim, w powiecie płockim, w gminie Bielsk.
W skład sołectwa Umienino wchodzą także wsie: Pęszyno i Strusino.
W latach 1975–1998 miejscowość administracyjnie należała do województwa płockiego.